# Made in America
Made in America er en amerikansk komediefilm fra 1993 instrueret Richard Benjamin og med Whoopi Goldberg og Ted Danson i hovedrollerne. Filmen blev indledningen til Will Smiths filmkarriere.

## Medvirkende
- Whoopi Goldberg
- Ted Danson
- Nia Long
- Will Smith
- Jennifer Tilly

## Soundtrack
Soundtrackalbummet blev udgivet d. 28. maj 1993.
1. Gloria Estefan - Go Away
2. Keith Sweat og Silk - Does He Do It Good
3. Del Tha Funkee Homosapien - Made In America
4. Lisa Fischer - Colors of Love
5. Sérgio Mendes - What Is This?
6. Mark Isham - Made In Love
7. Laura Satterfield and Ephraim Lewis - I Know I Don't Walk On Water
8. DJ Jazzy Jeff & The Fresh Prince - Dance or Die
9. Deep Purple - Smoke On The Water
10. Ben E. King - If You Need A Miracle
11. Y.T. Style - Stand

## Ekstern henvisning
- Made in America på Internet Movie Database (engelsk)
- Made in America på Filmdatabasen
- Made in America på Scope
- Made in America i Svensk Filmdatabas (svensk)
- Made in America på AlloCiné (fransk)
- Made in America på MovieMeter (nederlandsk)
- Made in America på AllMovie (engelsk)
- Made in America hos American Film Institute (engelsk)
- Made in America på Turner Classic Movies (engelsk)
- Made in America på The Movie Database (engelsk)
- Made In America Arkiveret 7. april 2014 hos  Wayback Machine at ZeroMovies Arkiveret 12. maj 2014 hos  Wayback Machine